# 189 Ftija
189 Ftija (mednarodno ime 189 Phthia, starogrško starogrško Φθία: Ftia) je velik asteroid tipa S v glavnem asteroidnem pasu. 

## Odkritje
Asteroid Ftijo je odkril nemško–ameriški astronom Christian Heinrich Friedrich Peters (1813 – 1890) 9. septembra 1878 . 
Imenuje se po Ftiji, področju antične Grčije.

## Lastnosti
Asteroid Ftija obkroži Sonce v 3,84 letih. Njegova tirnica ima izsrednost 0,036, nagnjena pa je za 5,177° proti ekliptiki. Njegov premer je 37,66 km .